# Puerto Francisco de Orellana
Puerto Francisco de Orellana è una città dell'Ecuador, capoluogo della Provincia di Orellana e del Cantone di Francisco de Orellana. Conosciuta anche con il nome di El Coca, è una delle principali città della regione amazzonica ecuadoriana, la seconda come numero di abitanti dopo Nueva Loja. Si trova alla confluenza tra il Rio Coca ed il Rio Napo. È sede del vicariato apostolico di Aguarico.
Porta il nome dell'esploratore e conquistatore spagnolo Francisco de Orellana, che era probabilmente passato per questi luoghi nel suo viaggio che lo portò alla scoperta del Rio delle Amazzoni, mentre il nome "El Coca" deriva dai rituali degli indigeni Huaorani, che utilizzavano foglie di coca della zona per i loro rituali.
La zona fece un tempo parte della Gobernación de Quijos ed era popolata, fino a metà del XX secolo, solo da indios, qualche missionario e alcuni imprenditori del caucciù. Era considerata una zona remota e abbandonata, fino a quando vennero scoperti numerosi giacimenti petroliferi; da quel momento la popolazione aumentò considerevolmente con l'arrivo di coloni soprattutto dalla Sierra ecuadoriana, ma anche dalla costa (Manabí y Esmeraldas).